# Revolución de Terciopelo
La Revolución de Terciopelo (en checo: sametová revoluce, en eslovaco: nežná revolúcia) fue el movimiento pacífico por el cual el Partido Comunista de Checoslovaquia perdió el monopolio del poder político, que había mantenido durante 45 años, en 1989, durante las revoluciones de ese mismo año. Como consecuencia, se desarrolló un régimen parlamentario en el contexto de un Estado de derecho y un sistema económico que había iniciado ya su transición al capitalismo.
El término, que hace referencia a la no violencia con la que transcurrió, se dice que fue acuñado por Rita Klímová, una disidente checa que sirvió de portavoz del movimiento de protestas en 1989.Este movimiento llevó al Divorcio de Terciopelo (la separación de Chequia y Eslovaquia), que se hizo efectiva el 1 de enero de 1993.

## Antecedentes
Los vientos aperturistas y liberalizadores procedentes de la Unión Soviética, a través de la denominada perestroika llevada a cabo por Mijaíl Gorbachov a partir de 1985, se concretaron en el conjunto de sus países aliados con el inicio de paulatinas reformas políticas. En el caso de Checoslovaquia, hay que remontarse a 1977, cuando un grupo de intelectuales, siguiendo la línea del espíritu de la Primavera de Praga, publicó un manifiesto denominado «Carta 77», donde expresaban su disidencia con el régimen establecido.
En 1987, una visita de Mijaíl Gorbachov a Checoslovaquia terminó con un pronunciamiento público del líder soviético en Praga instando al gobierno comunista checoslovaco a seguir la liberalización política que la perestroika realizaba en la URSS, opinión compartida por Dubcek, anterior secretario general del partido comunista checoslovaco desterrado con la invasión soviética. El mensaje fue ignorado por los líderes del Partido Comunista de Checoslovaquia, dirigidos por Gustáv Husák y por Miloš Jakeš, quienes prometieron mantener al régimen dentro de la ortodoxia marxista.
A mediados de 1989, la situación política de la Europa Central era muy inestable, y casi todos los regímenes comunistas de la región experimentaban presiones internas para una liberalización similar a la vivida en la Unión Soviética. La prensa checoslovaca, aunque censurada por el gobierno, no dejó de informar sobre los sucesos de la Alemania Oriental, donde miles de ciudadanos reclamaban emigrar sin restricciones al sector occidental, así como lo sucedido en Polonia, donde se habían celebrado elecciones en 1989 con participación de partidos no comunistas.
Centenares de emigrantes de la República Democrática Alemana se trasladaron a Checoslovaquia a mediados de 1989, instalándose allí en espera de que la embajada de Alemania Occidental en Praga les otorgara visados de entrada, lo cual llamó la atención de la opinión pública checoslovaca. A fines de agosto, era elegido el periodista Tadeusz Mazowiecki como primer ministro de Polonia, el primer no comunista que ocupaba ese cargo en 40 años, y en septiembre miembros del proscrito sindicato Solidaridad entraban al gabinete ministerial polaco. En septiembre, el gobierno comunista en Hungría rehabilitó públicamente a Imre Nagy —el líder de la fallida Sublevación de 1956— y en octubre renunciaba al monopolio del poder. Para colmo, el 9 de noviembre, el gobierno de la RDA declaró abierto el tránsito irrestricto a través del Muro de Berlín, el cual empezaba a ser desmantelado apenas pocas horas después por la población germanooriental. De esta manera, Checoslovaquia parecía alejada de la ola de liberalización de los países del Bloque del Este, en tanto que sus vecinos comunistas ya la estaban viviendo, a excepción de Rumania, donde las protestas estallarían en diciembre.

## Protestas callejeras en Checoslovaquia

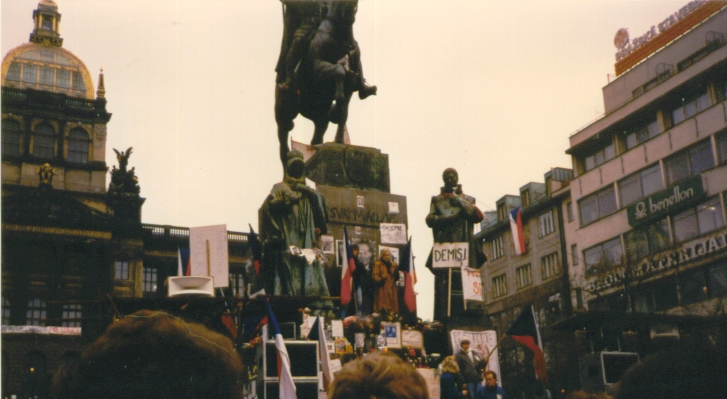
Manifestantes checos en Praga ante el monumento a San Wenceslao, noviembre de 1989.

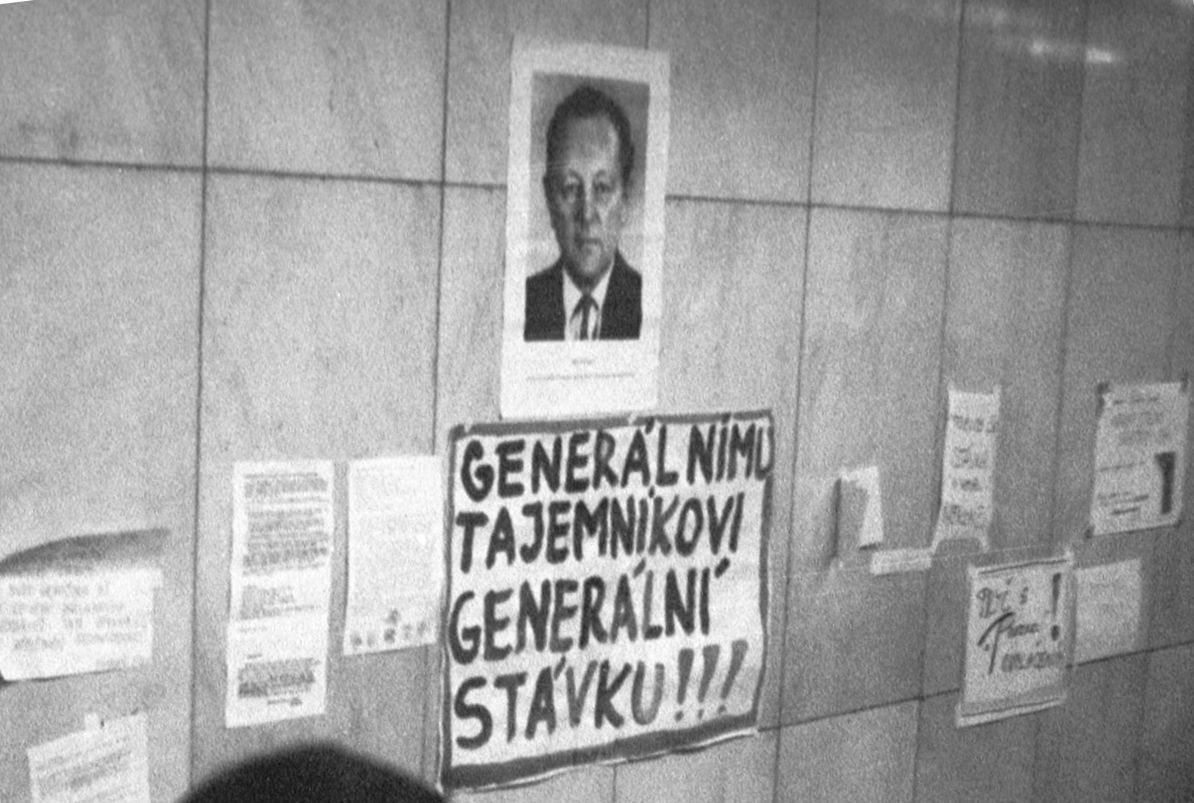
«¡Al secretario general, una huelga general!» Cartel en Praga en noviembre de 1989 contra Miloš Jakeš, secretario general del Partido Comunista de Checoslovaquia.

Ante estos eventos, los disidentes políticos de Checoslovaquia lanzaron una serie de protestas callejeras debido al inmovilismo de su régimen, que era renuente a adoptar políticas similares a las de los países vecinos. Otro factor clave del activismo checoslovaco era la evidencia de que el gobierno soviético, presidido por Gorbachov, rechazaba intervenir militarmente en los países del Pacto de Varsovia para detener la ola de liberalización, siendo que el gobierno de Moscú más bien alentaba a los regímenes comunistas a copiar la perestroika y la glásnost, advirtiendo el Kremlin que no enviaría al extranjero tropas del Ejército Rojo «en defensa del marxismo-leninismo».
El jueves 16 de noviembre, ocurrió una manifestación de estudiantes en Bratislava reclamando libertades políticas, pero sin autorización previa de la policía, lo que hizo que la marcha fuera dispersada violentamente. El hecho se conoció pronto en Praga y al día siguiente, viernes 17 de noviembre, la policía atacó a miles de estudiantes que protestaban contra el régimen comunista en la capital checoslovaca, en una reunión que comenzó como una conmemoración sancionada por el KSČ de Jan Opletal, un estudiante asesinado por los nazis. Corrió el rumor de que la represión mató a un estudiante llamado Martin Šmíd, lo que más tarde se comprobó que era falso. Este hecho fue uno de los detonantes de la revolución de Terciopelo.
Este suceso provocó el inicio de nuevas manifestaciones con mayores cantidades de participantes, junto con huelgas de teatros y cines el sábado 18 y domingo 19 de noviembre, lo cual hizo más visible la protesta política, que era ocultada por los medios de comunicación (todos de propiedad gubernamental).
Tras la creación del Foro Cívico dirigido por el dramaturgo Václav Havel, y que tuvo su sede en el teatro Linterna Mágica, dentro del Partido Comunista de Checoslovaquia se evidenciaron luchas de poder entre los inmovilistas como Gustáv Husák y los reformistas como Ladislav Adamec, lo que llevó a generar un clima de tensión en el país. El martes 21 de noviembre las manifestaciones continuaron en Bratislava y Praga, alentadas por las declaraciones de Miloš Jakeš, secretario general del Partido Comunista, quien insistía en un mensaje televisado que el marxismo era «la única alternativa para Checoslovaquia» y condenaba a los grupos disidentes. El 21 de noviembre, Adamec recibió a los líderes opositores y les prometió no reprimir las protestas, así como incluir a no comunistas en el gobierno.
El día 23, los jefes de las fuerzas armadas aceptaron estar «listos para actuar en defensa del gobierno», pero insistieron en que no se usara la fuerza contra civiles; al día siguiente la huelga antigubernamental se extendió al personal de prensa y radiodifusión, llegando al extremo que esa misma tarde la televisión local de Bratislava transmitió entrevistas en vivo a líderes disidentes locales, comentando abiertamente sobre la situación del país y los reclamos opositores, anulando toda censura. El 24 de noviembre renunció el Presidium del Partido Comunista, incluido el secretario general Jakeš, y fue elegido como su sucesor Karel Urbánek, un comunista moderado. El mismo día, la televisión federal mostró imágenes de las protestas del 17 de noviembre, así como el primer discurso televisado de Václav Havel, que trataba principalmente sobre la huelga general. El sábado 25 de noviembre, continuaron las manifestaciones callejeras, alcanzando su mayor convocatoria en Praga, donde marcharon cerca de 400 000 manifestantes, y en Bratislava, donde acudieron unos 100 000 participantes; las manifestaciones se habían extendido ahora a Brno, Košice y Ostrava.

## Agravamiento de las protestas y caída del régimen
Hubo una huelga general el 27 de noviembre de 1989, con notable éxito tras paralizar prácticamente toda la infraestructura del país (transportes, fábricas, escuelas y medios de comunicación) durante dos horas. Esta huelga fue una demostración de poder del movimiento disidente, al punto que las autoridades gubernamentales constataron la falta de apoyo ciudadano al régimen, el cual solo podría sostenerse por la fuerza.
Ese mismo día, Miloš Jakeš y otros jefes del Partido Comunista Checoslovaco solicitaron ayuda a la Unión Soviética pero no obtuvieron respuesta favorable de Gorbachov; la opción de resistir usando tropas contra la población parecía ya descartada, y ante ello el gobierno aceptó abandonar el poder modificando la constitución en la mañana del 29 de noviembre, eliminando el monopolio del poder ejercido por el Partido Comunista.
El hasta entonces valedor de la ortodoxia unipartidista, Gustáv Husák, dimitió el 10 de diciembre como presidente de la República después de que diversos líderes no comunistas asumieran cargos ministeriales. Los acontecimientos se precipitaron y, antes de finalizar 1989, Václav Havel accedió a la jefatura del Estado y Alexander Dubček a la presidencia del Parlamento. El 7 de febrero de 1990 el Frente Nacional, que era dirigido por el KSČ y que aglutinaba a los partidos y movimientos sociales, se disolvió. En junio de 1990, se celebraron elecciones democráticas, de las que salieron vencedores el Foro Cívico (Občanské fórum) y el Público Contra la Violencia (Verejnosť proti násiliu), variante eslovaca del primero.

## Hacer sonar las llaves
Un elemento de las demostraciones de la Revolución de Terciopelo fue el tintineo de las llaves, mostrando apoyo. La práctica tenía un doble significado: simbolizaba la apertura de las puertas y era la forma en que los manifestantes decían a los comunistas: "Adiós, es hora de irse a casa".
Eslovaquia emitió una moneda conmemorativa de 2 euros el 17 de noviembre de 2009, con motivo del vigésimo aniversario. Ursula K. Le Guin escribió un relato breve, "Abrir el aire", en el que el tintineo de las llaves desempeñó un papel central en la liberación de un país ficticio llamado Orsinia.

## Consecuencias
La evolución política y las escisiones posteriores de estos partidos se iban a plasmar durante 1991 y 1992, así como un poderoso movimiento nacionalista secesionista que se tradujo en la independencia de la República Checa y la República Eslovaca en 1993, disolviéndose Checoslovaquia. Václav Havel se convirtió en el primer presidente de la República Checa y Václav Klaus en primer ministro, mientras que en Eslovaquia fue Vladimír Mečiar el nuevo jefe de Estado. En 2004, ambos países ingresaron de forma conjunta en la Unión Europea. Ese mismo año, Eslováquia ingresó en la OTAN mientra que la República Checa ya lo había hecho en 1999.

## Filmografía
- Kolya de Jan Svěrák